# 日本—哥斯达黎加关系
日本—哥斯达黎加关系是指日本国和哥斯达黎加历史上与现代的双边关系。两国于1935年建交，1941年断交，1953年恢复外交关系。两国均是最早廢除軍隊的國家之二。

## 历史
1935年2月，日本和哥斯达黎加建交，并由驻墨西哥公使兼辖哥斯达黎加。1941年12月，因珍珠港事件，哥斯达黎加追随美国并与日本断交。此后直到1952年8月，两国才恢复正常来往，此后，两国关系友好顺利发展。1969年1月，日本冈山市就和哥斯达黎加的首都圣何塞建立了姊妹城市关系，几年后气仙沼市也和哥斯达黎加的蓬塔雷纳斯建立了同样的合作关系。

## 经贸往来以及援助
进入21世纪，哥国日益重视开展同亚太国家的经贸合作。据日本財務省貿易統計，2020年，哥对日出口额达449亿日元，主要输出产品为医疗器械、咖啡、热带水果以及浓缩果汁；日本对哥出口额达到223億日元，主要向哥输出汽车产品、各种电器及钢铁，日本也是哥斯达黎加主要的进口贸易伙伴之一。2018年，哥国汽车市场上55%以上为日本汽车，主要品牌为丰田、铃木和日产。
至2014年，日本对于哥斯达黎加投入的援助资金达1501.22亿日元，是哥斯达黎加最大的援助来源国，日本对于哥斯达黎加的开发援助重在三个内容上，分别是：环境保护，针对气候的变化采取有效的应对措施，帮助改善各城市的环境卫生，预防河流污染，限制自然资源的滥开发。产业振兴，实行以中小企业为重点的振兴产业行动。对社会的弱者以及残疾人的帮扶。此外，日本也积极帮助哥斯达黎加开发了一部分可再生能源 。

## 高层访问
哥斯达黎加访日
- 前总统奥斯卡·阿里亚斯·桑切斯 (1990年、2004年)
- 总统拉斐爾·安赫爾·卡爾德隆·福涅爾 (1990年)
- 总统何塞·瑪麗亞·菲格雷斯 (1997年)
- 总统阿韋爾·帕切科·德拉埃斯普列亞 (2005年)
- 总统蘿拉·欽奇利亞 (2011年)

日本访哥
- 首相橋本龍太郎 (1996)
- 高圓宮憲仁親王和憲仁親王妃久子 (1998)
- 秋篠宮文仁親王 (2011)

## 文化交流

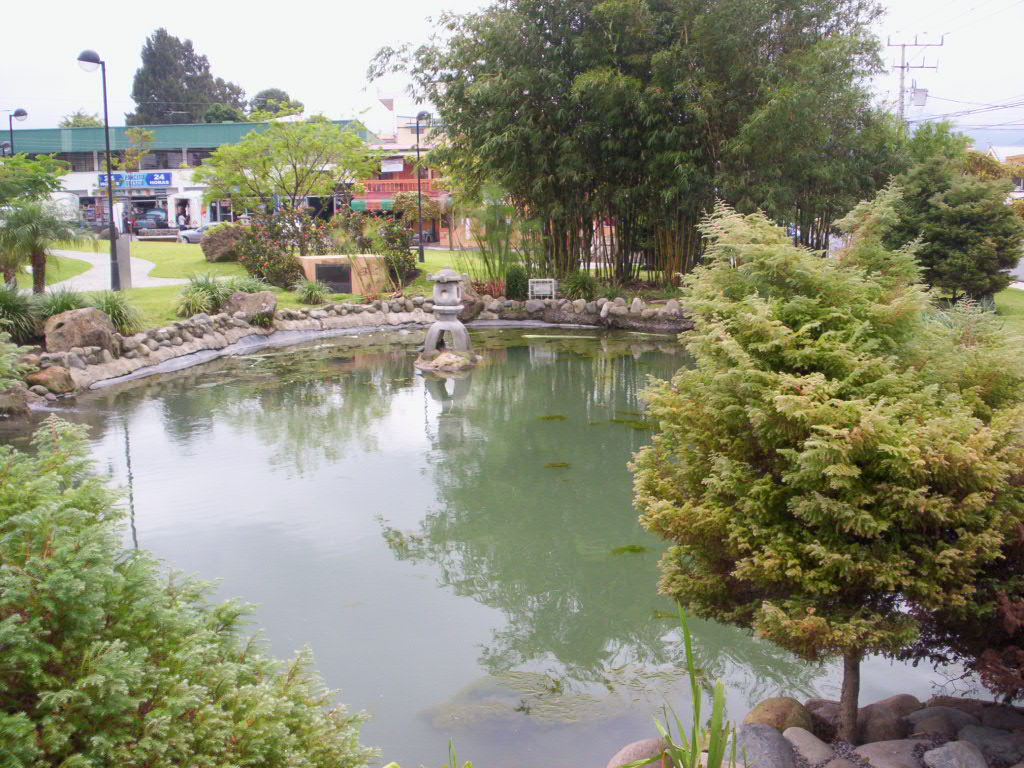
岡山公園

哥斯达黎加重视与日本的文化交流，日本动漫、柔道等在哥斯达黎加也有一定的影响力，2003年日本在圣何塞、蓬塔雷纳斯港举行的“日本文化周”吸引了许多游客前来观赏；2019年1月，在圣何塞儿童博物馆举行的“2019日本文化周”吸引了该国19,000人参与。
哥斯达黎加曾于2002年在圣何塞市区建造了一座冈山公园，并在公园中树立了一座桃太郎的铜像，以纪念二国的友谊。然而，冈山公园经常被当地百姓称作“ 中国公园”。